# Rifiano
Rifiano (en allemand, Riffian) est une commune italienne d'environ 1 400 habitants située dans la province autonome de Bolzano dans la région du Trentin-Haut-Adige dans le nord-est de l'Italie.

## Administration
| Période                                  | Période  | Identité    | Étiquette | Qualité |
| ---------------------------------------- | -------- | ----------- | --------- | ------- |
| 9/5/2005                                 | En cours | Karl Werner | SVP       | maire   |
| Les données manquantes sont à compléter. |          |             |           |         |

### Hameaux
Magdfeld, Vernurio

### Communes limitrophes
Les communes limitrophes sont  Caines, Moso in Passiria, San Leonardo in Passiria, San Martino in Passiria, Scena et Tyrol.